# Sur (propuesta monetaria)
El sur es una propuesta de moneda común del Mercosur, la idea fue planteada en un artículo escrito en 2022 por Fernando Haddad y Gabriel Galípolo, siendo defendida el 22 de enero de 2023 en un artículo conjunto publicado por los gobiernos de Alberto Fernandéz de Argentina y Luiz Inácio Lula da Silva de Brasil. La propuesta tiene por objeto las transacciones financieras y comerciales, y es una forma de frenar la influencia china en la región.